# Alícia de Mallorca
Alícia de Mallorca (1341 - després de 1376) fou una noble xipriota. Era filla de Ferran de Mallorca i d'Esquiva de Lusignan, essent per tant besnéta de Jaume II de Mallorca per part de pare i neta d'Hug IV de Xipre per part de mare.

## Biografia
Va néixer a Xipre el 1341, essent l'única descendent de Ferran de Mallorca, infant de Mallorca, i Esquiva de Lusignan, filla del rei Hug IV de Xipre. En el moment del seu naixement, la seva família estava en desgràcia, atès que el pare havia estat expulsat del país i la mare estava empresonada. En tot cas, Alícia de Mallorca no arribà a conèixer el seu pare que va morir el 1342 encara a l'exili.
El 1355 es casà amb Felip d'Ibelin, cosí seu. El futur rei Pere I de Xipre, oncle d'Alícia i casat amb Elionor d'Aragó (cosina tercera d'Alícia), fou contrari al matrimoni i obligà Felip a exiliar-se. Quan Felip va tornar a l'illa, va participar en el complot per assassinar Pere I. Posteriorment Felip arribà a senescal de Xipre i morí el 1376 durant la guerra amb Gènova.
El 1370 Alícia havia esdevingut l'amant de Joan de Moustry, gran almirall de Xipre, i posteriorment tingué una relació amb l'almirall genovès Pietro di Campo Fregosa.
Alícia de Mallorca morí després de 1376 sense descendència.